# 高橋安爾
高橋 安爾（たかはし あんじ、1859年〈安政6年〉10月 - 1923年〈大正12年〉7月3日）は、日本の政治家、弁護士。

## 経歴
宮城県桃生郡出身。明治法律学校（明治大学）卒業。代言人試験に合格し、法律事務に従事。以後、埼玉県議会議員などを経て、埼玉県より立憲政友会所属で国政に出馬。第4回衆議院議員総選挙で当選し、第9回衆議院議員総選挙でも再選を果たす。衆議院懲罰委員長などを務めた。
勲四等を追贈されている。

## 親族
- 高橋泰雄 – 息子。衆議院議員、初代浦和市長、弁護士。
- 北井波治目 – 息子の妻の父。衆議院議員、弁護士。